# 조상
조상(祖上)은 자손(子孫)의 반대 개념이다. 공통 후손(侯孫)의 선조(先祖)를 뜻한다. 조상(祖上)을 뜻하는 영단어 ancestor의 법적 의미는 재산을 상속받은 자를 의미한다.

## 조상 의미

### 한자의 조상 의미
조상(祖上)은 조(祖)와 상(上)이 합쳐진 낱말로서, '조'는 신(神)에게 제물을 드리는 것을 가리키고, '상'은 자신보다 위에 있는 또는 먼저 살던 존재를 가리킨다. 따라서 조상(祖上)은 신(神)처럼 자신보다 위에 있거나 아버지•할아버지처럼 자신보다 먼저 살던 존재에게 제사드리는 것을 일컫는다.

### 히브리어의 조상 의미
창세기 4장 20절에서 '조상'(father)이라는 단어가 처음 등장하는데, 조상은 히브리어로 아비(אֲבִי֙)라고 한다. 아비는 집을 만든 사람을 가리킨다. 따라서 조상은 미국을 건설한 필그림 파더스(Pilgrim Fathers)처럼 집 또는 국가를 일으킨 건설자를 일컫는다.

## 조상의 호칭
다음 호칭들은 《이아》(爾雅) ‧ 석친(釋親), 《유학준림》(幼學瓊林) 권2 조손부자류(祖孫父子類), 《칭위록》(稱謂錄), 《대청인종예황제실록》(大清仁宗睿皇帝實錄)에 따른 것이다.
상십대(上十代)의 조상은 역순으로,
10대조는 겁조(劫祖), 9대조는 비조(鼻祖), 8대조는 원조(遠祖), 7대조는 태조(太祖), 6대조는 열조(烈祖), 5대조는 천조(天祖, 현조/玄祖와 혼용), 4대조는 고조(高祖), 3대조는 증조(曾祖), 2대조는 조부(祖父), 1대조는 부친(父親)이다.
하십대(下十代)의 후손은,
1대손은 자(子), 2대손은 손(孫), 3대손은 증손(曾孫), 4대손은 현손(玄孫),
5대손은 (현손x ㅡ> o)내손(來孫),
6대손은 곤손(晜孫), 7대손은 잉손(仍孫), 8대손은 운손(雲孫), 9대손은 이손(耳孫), 10대손은 겁손(劫孫)이다.

## 같이 보기
- 가장 최근의 공통 선조(Most recent common ancestor)
- 가족
- 기원 신화(Origin myth)
- 계보학
  - 유전계보학(Genetic genealogy)
- 미토콘드리아 DNA
- 민족
- 상염색체
- 직계비속(Lineal descendant)
- 친족
- 혈족(Consanguinity)
- 혈통 (인류학)(Lineage (anthropology))
- Y 염색체
- Progenitor